# Taux d'imposition
Le taux d'imposition désigne deux choses :
- soit on parle du taux d'imposition global d'un pays, qui désigne le rapport entre la valeur totale de l'imposition et le PIB du pays;
- soit on parle d'un taux d'imposition spécifique, défini par rapport à un revenu, la consommation d'un produit, ou un impôt particulier. Pour un impôt donné, le taux d’imposition est le montant total prélevé sur les agents économiques divisé par l’assiette fiscale sur lequel cet impôt s'applique. On peut aussi évaluer le taux d'imposition pour différentes catégories et le taux d'imposition marginal.